# Psaphara
Psaphara là một chi bướm đêm thuộc họ Noctuidae.